# Francesc d'Erill i de Centelles
Francesc d'Erill i de Centelles († Sardenya?, c. 1458) va ser un noble català del segle xv, fill del baró d'Erill, Francesc d'Erill i d'Orcau, membre d'una família aristocràtica originària de l'Alta Ribagorça.
Va acompanyar el rei Alfons el Magnànim en les seves primeres campanyes a Itàlia el 1423, exercint com a majordom i conseller reial. Durant la batalla naval de Ponça el 1435, fou capturat per les forces genoveses. Entre 1437 i 1438, va ocupar el càrrec de virrei de Sardenya, on va adquirir diverses senyories, incloent-hi Sant Gabí i Guspini.
A l'inici de l'estiu de 1452, Francesc d'Erill va ser enviat a Mallorca al cap d'un exèrcit mercenari italià per sufocar la Revolta Forana, un alçament de la Part Forana mallorquina contra l'oligarquia de la Ciutat. Va derrotar els revoltats a la batalla del Rafal Garcés, entre Inca i Sencelles, contribuint a la restauració de l'ordre a l'illa. Juntament amb la Juraria de Mallorca, va demanar al monarca l'extradició des de Menorca del cap rebel, Simó Ballester, per tal d'executar la seva condemna.
A Principat de Catalunya, posseïa la vall de Boí, confirmada pel rei el 1441. La seva mort es situa aproximadament l'any 1458, possiblement a Sardenya.